# Älteste Weinrechnung

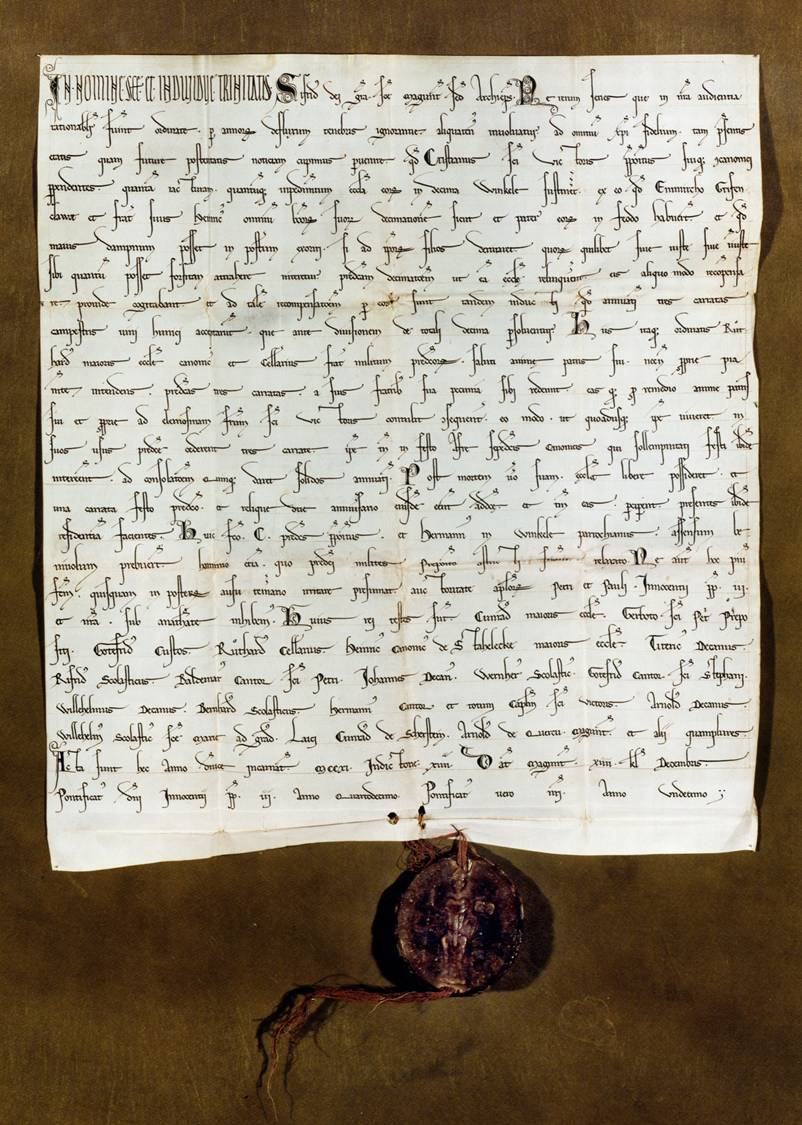
Urkunde 1211

Die bislang älteste Weinrechnung, die in Deutschland erhalten geblieben ist, stammt vom 18. November 1211. Aufgrund der Bedeutung der Angelegenheit wurde der Weinverkauf in einen beurkundeten Vertrag in Latein integriert.

## Geschichte
Beteiligte waren Mitglieder der Familie Greiffenclau, bekannt als Herren von Winkel und in späteren Generationen von Schloss Vollrads. Emmircho und Heinrich Grifenclawa traten ihr Recht am Zehnten der Güter des St. Viktorstiftes  gegen eine pauschale Entschädigung in Höhe von drei Fuder Wein (etwa 3.600 Liter) pro Jahr ab. Dieser Wein wurde wiederum von deren Bruder Ruthard, welcher das Amt des Domcellarar zu Mainz innehatte, mit unbefristetem Vertrag abgekauft und zum Seelenheil der Familie dem Spendenfonds der Stiftsherren zu St. Viktor gestiftet. Die Rechnung beinhaltet den Namen des Verkäufers, den Namen des Käufers, die Ware in Art und Menge, das Datum des Kaufvertrages, sowie die Namen der Zeugen des Vertrages. Das Siegel des beurkundenden Erzbischofs Siegfried II. von Eppstein an gelbroten Seidenschnüren beschließt den Vertrag. Der Vertrag enthält bereits damals noch unverzichtbare Kenngrößen. Aus der fehlenden Angabe der Preise kann man schließen, dass es jährlich unterschiedliche Festlegungen gab, die nicht im Vorfeld bei einem langfristig gültigen Geschäftsabschluss vereinbart werden konnten. Auch damals galt die Abhängigkeit des Preises von Menge und Güte. Das Originaldokument liegt im Mainzer Stadtarchiv.